# Поллюция
Поллю́ция (от позднелат. pollutio — марание, пачканье) — непроизвольное (иногда сопровождающееся сновидениями с объектом возбуждения) семяизвержение у юношей и мужчин. Обычно с 14—16 лет. Может возникать при сексуальном воздержании и у взрослых. Поллюция — одно из проявлений полового созревания. Частота поллюций индивидуальна для каждого человека. В некоторых случаях поллюции могут происходить каждую ночь или даже несколько раз за ночь. При воздержании поллюции происходят и в бодрствующем состоянии. Обычным считается их появление от 1—2 раз в неделю до 1 раза в 2—3 месяца. Поллюции происходят чаще, если мужчина не мастурбирует и не вступает в половые контакты; достаточно частая половая активность препятствует возникновению поллюций. Однако длительное половое воздержание (несколько месяцев или лет) приводит к уменьшению частоты поллюций, хотя полностью они исчезают лишь у некоторых мужчин в возрасте 50—60 лет.

## Религиозно-культурный контекст
Г. Б. Дерягин указывает, что, несмотря на то, что поллюции входят в физиологическую норму, некоторыми культурами они рассматриваются как негативные явления.
Так, в иудаизме «излияние семени» само по себе, вне зависимости от контекста делает человека нечистым. В Торе (она же Пятикнижие Моисея) сказано:

Если у кого случится излияние семени, то он должен омыть водою все тело свое, и нечист будет до вечера; и всякая одежда и всякая кожа, на которую попадет семя, должна быть вымыта водою, и нечиста будет до вечера; если мужчина ляжет с женщиной и будет у него излияние семени, то они должны омыться водою, и нечисты будут до вечера.

Подобные взгляды сохранились в исламе: поллюция приводит к состоянию ритуальной нечистоты (джанаба), и после ночной поллюции мусульманину положено совершить гусль.
Подобные ветхозаветные взгляды нашли своё отражение и в христианстве, однако лишь отчасти. С точки зрения христианства стал важен контекст. Само по себе мужское семя и его естественное излияние во сне (то есть поллюция) не являются чем-то скверным и греховным. Однако некоторые случаи поллюции рассматриваются как проявление греха, а именно, если христианин разжигался похотью, видел сладострастные сновидения. В таком контексте поллюция считается проявлением действий бесовских сил. В такой ситуации, «внегда случится кому искуситися во сне по действу диаволю» положено читать «правило от осквернения», которое находится во многих православных молитвословах. 
В средневековой Европе поллюция могла расцениваться как проявление действия демонических сил, а именно суккубов и инкубов.
В странах Азии, где существует система мистических взглядов, рассматривающая сперму как источник жизненной силы, поллюции до сегодняшнего дня служат поводом для обращения за медицинской помощью с целью лечения «сперматореи».